# Tenza
Tenza es un municipio colombiano situado en el departamento de Boyacá. Según el censo de 2018, tiene una población de 3851 habitantes.
Está ubicado en el centro-oriente de Colombia, en la región del Valle de Tenza, a unos 83 kilómetros de la ciudad de Tunja. Se ubica en la provincia del Oriente.

## Historia y etimología
Con anterioridad a la conquista, el caserío estaba gobernado por el Cacique de Cora. El español Gonzalo Jiménez de Quezada y sus expedicionarios llegaron a Tenza camino de Somondoco, en búsqueda de esmeraldas. Ocuparon por varios días el poblado tenzano, donde fueron bien recibidos y agasajados.
Los aborígenes le habían atribuido a Tenza el nombre de Teusaca, que significa "bajar".

## Geografía

### Límites municipales
Tenza está delimitado por los siguientes municipios y con Cundinamarca:
| Noroeste: La Capilla            | Norte: Límite entre La Capilla y Pachavita | Nordeste: Pachavita                        |
| Oeste: Tibirita ( Cundinamarca) |                                            | Este: Garagoa (Río Garagoa)                |
| Suroeste: Guateque              | Sur: Sutatenza                             | Sureste: Límite entre Sutantenza y Garagoa |

## Economía
La economía del municipio se basa en la artesanía, agricultura, la ganadería y el comercio. Entre los productos agrícolas se destacan el maíz, los frijoles, las arvejas, así como diversas hortalizas. En cuanto al ganado se cría principalmente el vacuno y el ovino.

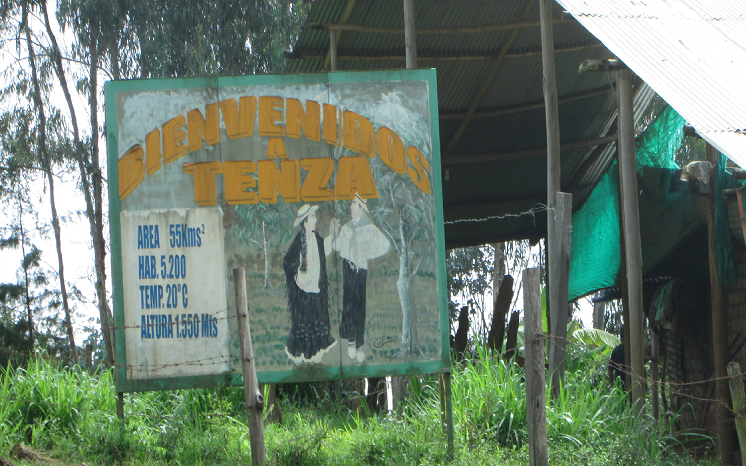
Cartel de bienvenida.

## Fiestas
Las fiestas de Tenza se hacen especialmente el primer fin de semana de enero contando con juegos pirotécnicos, cabalgatas, feria ganadera porcina, corridas de toros, verbenas, cantantes invitados y otras actividades. Por lo general el pueblo se llena de visitantes y turistas que se asombran más que todo por los fuegos pirotécnicos como los castillos, guerra de flores, cañones, cortinas y otras clases de juegos pirotécnicos. Es un pueblo con estilo virreinal considerado patrimonio de Boyacá.

## Premios
Fue premiado en el 2011 como uno de los pueblos más lindos de Boyacá.

## Rutas de acceso
- Bogotá - Tenza

Para poder llegar a Tenza desde Bogotá, se da la ruta Sisga, Machetá, Guateque, Sutatenza y Tenza.
En flota hay dos opciones: La Macarena y Flota Valle de Tenza. El viaje dura aproximadamente 4 horas y media, y se podrá notar la variedad de temperaturas, debido a los diferentes ascensos y descensos propios de la geografía de la región.
- Tunja - Tenza

Se da la ruta Soraca, Boyacá, Jenesano, Tibana, Chinavita, Garagoa y Tenza.
En flota hay 3 opciones: La Macarena, Flota Valle de Tenza, Los Patriotas